# Ali Ahmeti
Pour les articles homonymes, voir Ahmeti.
Ali Ahmeti, né le 4 janvier 1959 à Zajas, est un homme politique macédonien, membre et président du parti albanais Union démocratique pour l'intégration (BDI). 
Ahmeti est l'ancien porte-parole de la rébellion armée albanophone en Macédoine, l'Armée de libération nationale de Macédoine (UÇK-M) et avait à ce titre été accusé de terrorisme par le gouvernement macédonien.

## Biographie
En 1979, Ahmeti commence des études de philosophie à l'Université de Pristina et en sort diplômé en 1983. Entre 1981 et 1983, il est l'un des meneurs du mouvement étudiant au Kosovo demandant plus de droits pour la minorité albanophone au Kosovo. Ahmeti est arrêté et emprisonné pendant un an à la suite de ces manifestations.  
Entre 1984 et 1986, Ahmeti crée des réseaux albanophones au Kosovo, et plus particulièrement dans les milieux estudiantins. Il obtient le statut de réfugié politique en Suisse en 1986 et s'y installe jusqu'en 2001. En 1988-89, il coorganise les manifestations des mineurs et des étudiants contre le gouvernement de Slobodan Milošević. Il structure la diaspora albanaise en Europe occidentale pour soutenir la lutte pour l'indépendance en tant que membre du directoire du mouvement national du Kosovo (élu en 1988) et membre du conseil du mouvement national pour la libération du Kosovo.
En 1993, Ahmeti obtient des pouvoirs étendus dans l'appareil militaire du mouvement national.
En 1996, Ahmeti participe à la fondation de l'Armée de libération du Kosovo (UÇK) et en 1998, il est élu au quartier-général de l'UÇK.
En 2001, Ahmeti est élu commandant suprême et représentant de l'Armée de libération nationale (UÇK-M). À la suite des accords d'Ohrid signés en août afin de rétablir la paix, l'UÇK-M se dissout et Ahmeti intègre le processus politique de mise en place effective des accords. Il crée et prend la direction du conseil de coordination qui rassemble tous les partis albanophones de la Macédoine ainsi que les restes de la guérilla de l'UÇK-M.
En juin 2002, Ahmeti fonde le Bashkimi Demokratik për Integrim (Union démocratique pour l'intégration). Lors des législatives de septembre 2002, le BDI s'impose comme le représentant de la minorité albanophone en Macédoine et Ahmeti obtient un siège au parlement. Le BDI fait partie de la coalition avec l'Union sociale-démocrate de Macédoine et participe au gouvernement ; mais au lendemain des élections de 2006, le BDI est exclu de la coalition au pouvoir, et ses députés décident, le 26 janvier 2007, de boycotter le Parlement.